# Maślaki
Maślaki (dawniej też Olędry Maślane, niem. Butter Holland) – wieś w Polsce położona w województwie wielkopolskim, w powiecie konińskim, w gminie Wilczyn.

## Historia
Już w XVIII wieku wieś zwana była jako Olędry Maślane. Należała do dóbr Kopydłowo. Od 1815 w granicach Królestwa Kongresowego, niedaleko granicy z Królestwem Prus na północy i wschodzie. W 1842 zawiązał się tu filiał parafii ewangelicko-augsburskiej w Koninie, z własnym cmentarzem i szkołą ewangelicką. W 1923 obejmowała 1540 ludności ewangelickiej w pobliskich koloniach, m.in. Dębówiec, Wola Spławiecka, Bolesławowo, Alinowo, Nieborzyn Kolonia, Kania, Skrzynka, Siernicze Wielkie, Lipnica, Kierz, Kosewo, Sienno, Doły, Tumidaj, Kochowo, Brzozogaj, Szyszłowo.
W latach 1975–1998 miejscowość administracyjnie należała do województwa konińskiego.